# Букура Думбрава
Стефания (Фани) Секулис (28 декември 1868 – 26 януари 1926), с варианти на фамилията Секуликс или Секулич, известна със своя творчески псевдоним Букура Думбрава, е писателка, културна и туристическа деятелка, теософка в Румъния, родена в Австро-Унгария.
Нейното литературно творчество, главно на немски език, обхваща романтични истории за легендарните подвизи на хайдукски герои. Те ѝ носят успех както в Немскоезична Европа, така и в Румъния.
Думбрава популяризира множество каузи и участва в няколко културни проекти, но е запомнена най-вече за дейностите си за насърчаване на туризма и опазването на околната среда в Румъния. Думбрава е запален пътешественик и алпинист. Създала е някои от първите туристически клубове в страната.
През цялата си кариера Секулис насърчава включването на жените в румънското масонство. В напреднала възраст нейните есета се фокусират върху темите за спиритуалисти. Като ученичка на Джиду Кришнамурти създава румънската ложа на Теософското общество.
Секуликс умира при връщането си от Британска Индия, след като участва в Теософската конференция в Адяр.

## Биография

### Ранни години
Бъдещата писателка е родена в Братислава. Баща ѝ е с унгаро-словашки или със словашко-унгарски произход, а майка ѝ е етническа германка. Възпитана е в германската култура и затова се възприема за етническа германка.
Думбрава прекарва най-ранното си детство, движейки се между разни части на Австро-Унгария, посещавайки Виена на 4-годишна възраст. Година по-късно семейството ѝ емигрира в Кралство Румъния като приятели на румънския крал Карол I. Баща ѝ е застрахователен изпълнителен директор, считан от някои историци за ръководител на масонската ложа zur Brüderlichkeit.
Кралското семейство скоро забеляза таланта на Букура като пианистка и в писането на немскоезична поезия, както и страстта ѝ към четене на румънска романтична литература. В кралския двор в Синая става довереничка като придворна дама на кралица Елизабет и през юли 1884 г. влиза във висшето общество като гостенка на кралската двойка.
През 1886 г. Букура Секуликс става филантропка и общественичка, основавайки Тибишоюлското общество и осигурявайки неделно училище за деца от начални класове. В по-късните години се проявява като музикален критик, културен популяризатор, изследовател в Румънската академия и лектор по религиозни теми, работейки със скулптора Карол Сторк и музиколога Йон Попеску-Пазарея. През 1905 г. създава, заедно с политика Винтила Брътяну, дружество „Чиндия“ за съхранение и обработка на румънския фолклор, по-специално на народни танци. Работата им е документирана във филм от 1913 г. на Николае Барбелян, който записва 10 индивидуални национални танца, преподавани в „Чиндия“.
Букура следва масонските вярвания на баща си и се присъединява към оспорваното смесено масонство „Обреди на осиновяването“.

### Литературен дебют
Първият публикуван труд на Секулис е Der Haiduck („Хайдукът“), отпечатан през 1908 г. Същата година, преведен от Теодор Ника, книгата е отпечатана като „Хайдукул“ с 2-ро и 3-то издание през 1911 г., 4-то издание през 1914 г. Книгата, издадена под псевдоним, се радва на примамливостта на загадката и някои предполагат, че всъщност е литературен опит на самата кралица Елизабет.
Историческият роман Der Haiduck е описан в литературното списание Mercure de France като стенопис на „първите патриоти на Румъния“, с „напълно адекватна трезвеност“ на тона. Критикът Илари Ченди в Трансилвания съобщава, че е приятно изненадан както от книгата, така и от добрия прием, който тя получава в Германската империя. Според Ченди работата е забележителна с емпатичното си изобразяване на румънските селяни, с техния „чист и древен начин на живот“. Критиците са привлечени от историческите изследвания на Секулис. Предполагано е, че е заимствала от семеен ръкопис на хайдутина Янку Джану и затова е подозирана в плагиатство. Творбата е критикувана и за разпространяване на негативния мит за Никола Абраш (или „Иабраш“), главен съюзник на Джиану, като предател на хайдушката група.
Der Haiduck изляза 2-ри път през 1912 г., с предговор от Елизабет (с псевдоним Кармен Силва). Същата година Думбрава завършва „историята на Влашкото въстание“ от 1821 г. като Der Pandur („Пандурът“). Повествователният център се фокусира върху фолклорния герой Тудор Владимиреску, изобразен като олицетворение на националното пробуждане, но и като безмилостен командир и лош политик.
Der Pandur е продължение на Der Haiduck. Последната част от тази трилогия, фокусирана върху влашката революция от 1848 г., е изгорена случайно, преди да може да бъде публикувана. Думбрава така и не започва да работи отново по нея, но до 1918 г. замисля друг роман, наречен „Книга на Сибила“.

### Турист и филантроп
През тези десетилетия приятелството между Думбрава и кралица Елисавета е съсредоточено върху техния споделен интерес за туризъм през Южните Карпати, до и от Синая. За Думбрава пътуването вече е седмично забавление. Мнозина се възхищават на физически непривлекателната и късогледа Думбрава заради радостния дух и авантюризма ѝ.
С откриването на тази страст Секуликс насочва вниманието си към пътеписната литература.
До 1914 г. Букура Секуликс помага на благотворителните организации на кралица Елизабет. Освен това е член на Дамския комитет в Поликлиниката „Кралица Елисавета“ в Букурещ и съуправителка на Кариерното училище. С няколко писателки основава асоциацията Româncele Cercetașe,
Скоро след това Карол I почива, оставяйки Елизабет вдовица. Съобщава се, че Думбрава успява да съживи интереса на приятелката си към туризъм и литература дори след това. Заедно с кралицата започват работа по книгата за медитация Cartea Îngerilor („Книга на ангелите“), която така и не е завършена.
Букура произнася погребало слово за кралица Елизабет при нейната смърт през ноември 1916 г.

### Cartea munțilorи Турингклуб
Секуликс възобновява дейността си след Първата световна война. Докато през 1919 и 1925 г. излизат нови издания на Haiducul, Думбрава издава и най-продаваните си нови есета: Cartea munților („Книгата на планините“) и Ceasuri sfinte („Светите часове“). Първите ѝ произведения, написани направо на румънски език, затвърждават репутацията ѝ сред консерватори и монархисти. Според М. Драгомиреску „Cartea munților е шедьовър на румънското вдъхновение и език... В нея има толкова много любов към природата, толкова близост с благочестивите красоти на планините..., че това е, без съмнение, едно от най-добрите произведения в нашата литература."
Новите съчинения смесват културната дейност, социалните идеали и съзерцанието на естествената красота. Cartea munților по този начин се откроява за насърчаване на опазването на околната среда с увещания като: „Изискване за всеки и всички, правото на почивка в лоното на природата, правото на слънчева светлина, на чист въздух, на зелена гора, на трепетите на желанието да се изкачиш по планини“. Тя приветства влиянието на западните спиритуалисти, цитирайки в дълбочина възгледите на Емануел Сведборг за пречистената и пречистваща енергия на планините, заключавайки: „Откриването на алпийската красота е победа на душата над материята“.
Активизмът на Секулис води до създаване на съвременни национални туристически асоциации: през 1921 г. Hanul Drumeților (Пътнически хан), последван през 1925 г. от Румънския турингклуб. Тя кооптира други местни пешеходни туристи: лекаря Нестор Урехия (споменат в писанията ѝ като „Голямата мечка“), географа Михай Харет и писателя Еманоил Букуца от списание Boabe de Grâu. Според Букуца тя ръководи „школа“ по пешеходен туризъм, който е по-малко дързък и по-достъпен от алпинизма, насърчаван от нейните колеги мъже.
В разцвета си Турингклубът има 4000 членове, групирани в 12 регионални подсекции, публикувайки специализирани топографски карти, маркирайки туристически пътеки и активно опазвайки околната среда. 
Въпреки напредналата си възраст Секулис възобновява активния си начин на живот. През 1923 г. е в Швейцария, където изкачва Матерхорн, връщайки се през 1925 г. Отново в Румъния, Секулис установява регионален стандарт за скално катерене при жените, след като достига връх Ому. По-късно се установява в село Поарта (община Бран, окръг Брашов, където възнамерява да създаде собствен хостел.

### Теософия и последни години
През последната част от живота си Секулис е запалена участничка в модерното духовно движение теософия, съсредоточено върху учението на Елена Блаватска. Според Букуца това е естествена крачка от нейната любов към пътуването до нейната вяра във вечен преход или прераждане. Писателката основава в Румъния първия теософски кръг Фратия („Братство“). Разположен в нейната къща в кв. Доробанци на Сектор 1 (Букурещ), първоначално кръгът е в състава на Теософското общество във Франция, но скоро се отделя като самостоятелен клон на Обществото и създава собствена регионална мрежа.
Нейният кръг запознава румънците със съчиненията на Джиду Кришнамурти, с колекцията от 1924 г. La picioarele învățătorului („По краката на учителя“), преведена от самата Секулис.
В резултат от нейното теософско преобразуване Секуликс е очарована от концепциите на индийската философия и мечтае да пътува до Британска Индия. Получава своя шанс в края на 1925 г., когато е поканена на конференцията на Теософското общество в Адяр.
След като се заразява с малария, Секуликс се разболява сериозно на път за вкъщи. Корабът, на който се прибира, я остави в Порт Саид, Египет, където бързо е транспортирана до болница. Здравословното ѝ състояние се влошава и тя почива на 26 януари с.г. Според легенда тя се е надявала да види Карпатите, вярвайки, че само те могат да я излекуват. Тялото ѝ е кремирано и пепелта ѝ е транспортирана обратно в Румъния във ваза от Египет.

## Завещания
Последната ѝ книга, групираща всичките ѝ писма, излиза през 1927 г. като Pe drumurile Indiei. Cele din urmă pagini („По пътищата на Индия. Най-последните страници“). Освен това през 1928 г. Der Haiduck вдъхновява румънски филм с режисьор Хория Игиросану. Част от имението на Секуликс е предадено на Румънския институт за социални изследвания.
Кръг „Приятели на Букура Думбрава“ периодично се събира в памет за нейната смърт и през 1934 г. публикува книгата Când trec anii („Като минават години“).
Книгите ѝ преминават през няколко препечатки преди, по време и след Втората световна война. През 1942 г. Der Haiduck е използван като основа за игралния филм Iancu Jianul.
Въпреки че е сравнително известна през живота си, Букура е пренебрегвана от по-късните школи за литературна критика. Както отбелязва Луиза Маринеску, „тя не е била включена нито в румънската литературна история, нито в германската“ – освен в Енциклопедия „Кугетаря“ (Cugetarea) от 1940 г., и не е взето под внимание нейното присъствие в живота на кралица Елизабет. През 1935 г. есеистът Петру Комарнеску смята, че работата на Букура Думбрава има „местен“ характер и е далеч по-малко важна от тази на нейните връстници модернисти. Авторите са по-заинтересовани от приключенския ѝ живот и нейните теософски идеи.
След установяването на комунистическата власт в Социалистическа република Румъния работата на Думбрава е премахната от литературния канон. Биографични бележки за нея трудно се намират в професионална литература до Румънската революция от 1989 г., след която тя започва да се споменава в стандартизирани писателски речници.